# Adriano Passuello
Adriano Passuello (Schiavon, Vèneto, 3 de novembre de 1942) és un ciclista italià, ja retirat, que fou professional entre 1964 i 1977. En el seu palmarès destaca la victòria al Giro del Ticino de 1967.

## Palmares
- 1964
  - 1r al Giro de la Vall d'Aosta
- 1967
  - 1r al Giro del Ticino

### Resultats al Tour de França
- 1968. 24è de la classificació general
- 1976. 78è de la classificació general

### Resultats al Giro d'Itàlia
- 1965. Abandona
- 1966. Abandona
- 1967. 33è de la classificació general
- 1968. 16è de la classificació general
- 1969. 11è de la classificació general
- 1970. 32è de la classificació general
- 1971. 45è de la classificació general
- 1972. 64è de la classificació general
- 1973. 76è de la classificació general
- 1974. 89è de la classificació general